# Hobol, Baranya
Hobol este un sat în districtul Szigetvár, județul Baranya, Ungaria, având o populație de 1.022 de locuitori (2011). 

## Demografie
Componența etnică a satului Hobol
     Maghiari (94,7%)
     Romi (3,34%)
     Croați (1,04%)
     Germani (0,92%)
Componența confesională a satului Hobol
     Romano-catolici (46,18%)
     Fără religie (18,98%)
     Reformați (7,63%)
     Atei (1,27%)
     Necunoscută (25,64%)
     Greco-catolici (0,29%)
Conform recensământului din 2011, satul Hobol avea 1.022 de locuitori. Din punct de vedere etnic, majoritatea locuitorilor (94,7%) erau maghiari, cu o minoritate de romi (3,34%). Nu există o religie majoritară, locuitorii fiind romano-catolici (46,18%), persoane fără religie (18,98%), reformați (7,63%) și atei (1,27%). Pentru 25,64% din locuitori nu este cunoscută apartenența confesională.